# Cincu, Brașov
Cincu, mai demult Șinca Mare, Șincul Mare, Cincul, Cincul-mare (în dialectul săsesc  Gris-Schink , în germană Groß-Schenk, Großschenk, Grossschenk, în trad. "Hanul Mare", în maghiară Nagysink) este satul de reședință al comunei cu același nume din județul Brașov, Transilvania, România.

## Istoric
Așezarea a fost întemeiată de coloniștii sași la mijlocul secolului al XII-lea, pe un platou situat între râurile Olt și Hârtibaciu. Ea a devenit în scurt timp centrul de Schenk (din cuvântul german Schenk = cârciumă), menționat pentru prima oară într-un document din 1329.

## Biserica evanghelică
Biserica închinată Fecioarei Maria, cu turn central pe vest, este cea mai mare  bazilică  romanică aflată într-un sat săsesc și un unicat din punct de vedere al poziționării ei planimetrice: este așezată pe o colină care coboară abrupt pe trei laturi, astfel încât nu trebuia să fie apărată decât în partea de vest.
Fortificarea bisericii a avut loc între 1522-1526, așa cum o dovedesc inscripțiile din cor și din  navă, dar a mai suferit modificări după trecerea pericolului turcesc și după incendiul din 1789.

### Fortificația
Zidurile fortificației care împrejmuiau cândva biserica au fost deteriorate în timp și mai măsoară doar 2-3 metri pe trei dintre laturi, iar pe cea dinspre vest și mai puțin.

## Personalități
- Pauline Schullerus (1858-1929), etnologă, botanistă și scriitoare română, aparținând minorității sașilor transilvăneni
- Valeriu Braniște (1869-1928), publicist și om politic, membru de onoare al Academiei Române;
- Karl Reinerth (1891-1986), istoric și teolog sas;
- Walter Ziegler (1938-2021), ciclist de performanță.

## Galerie imagini

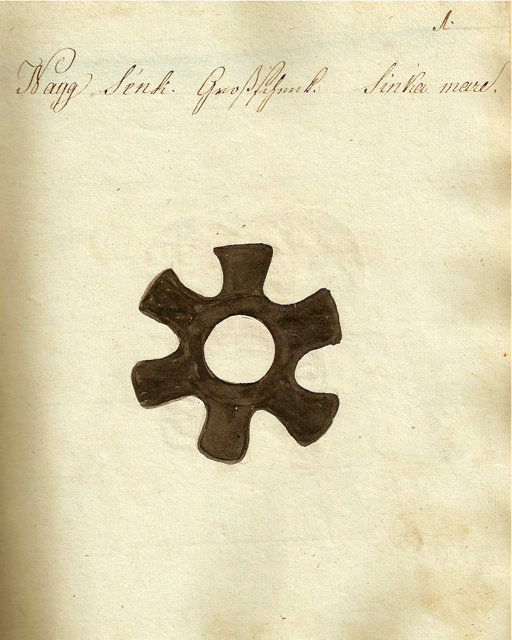
1826 - Danga pentru vite
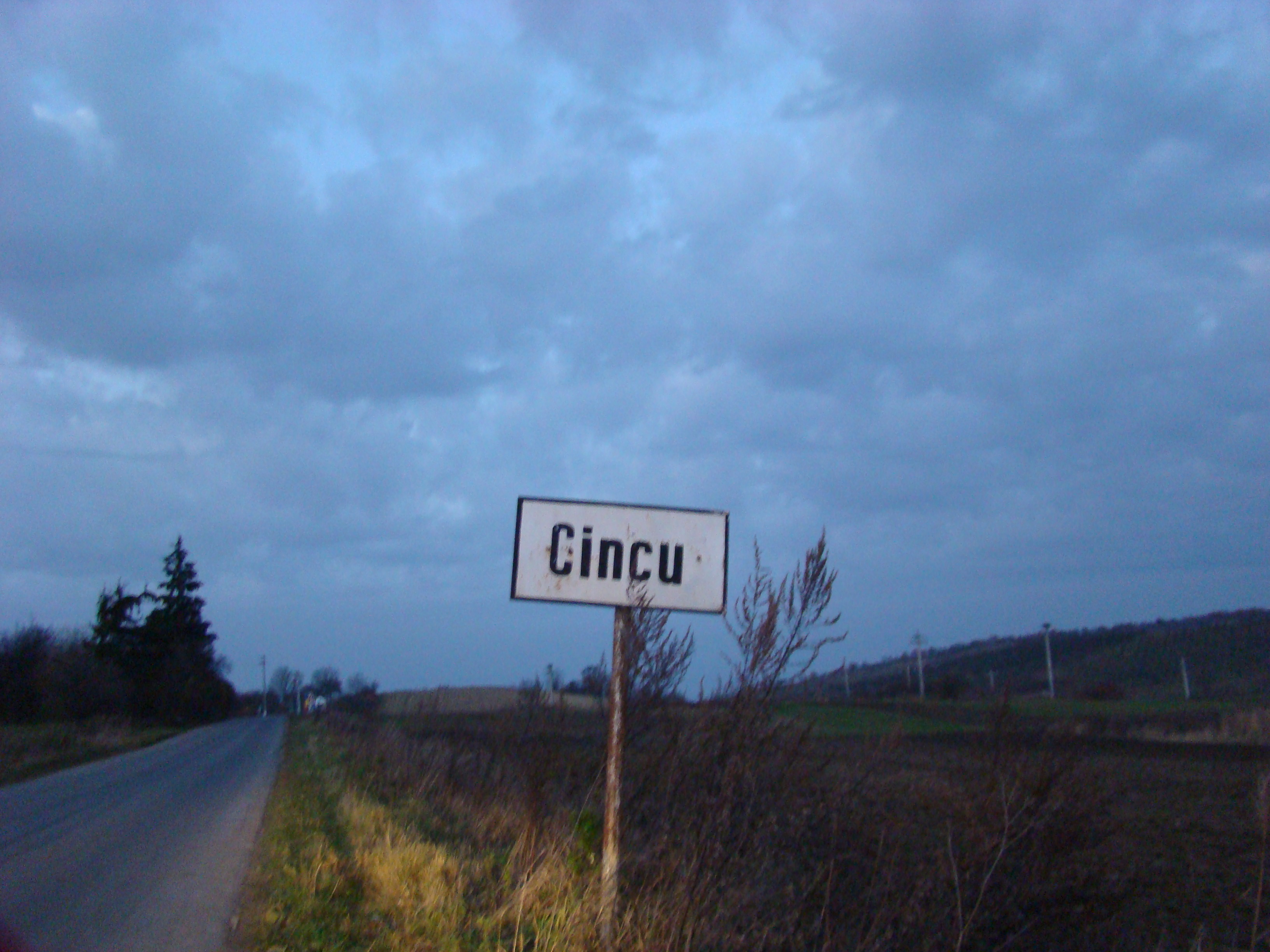
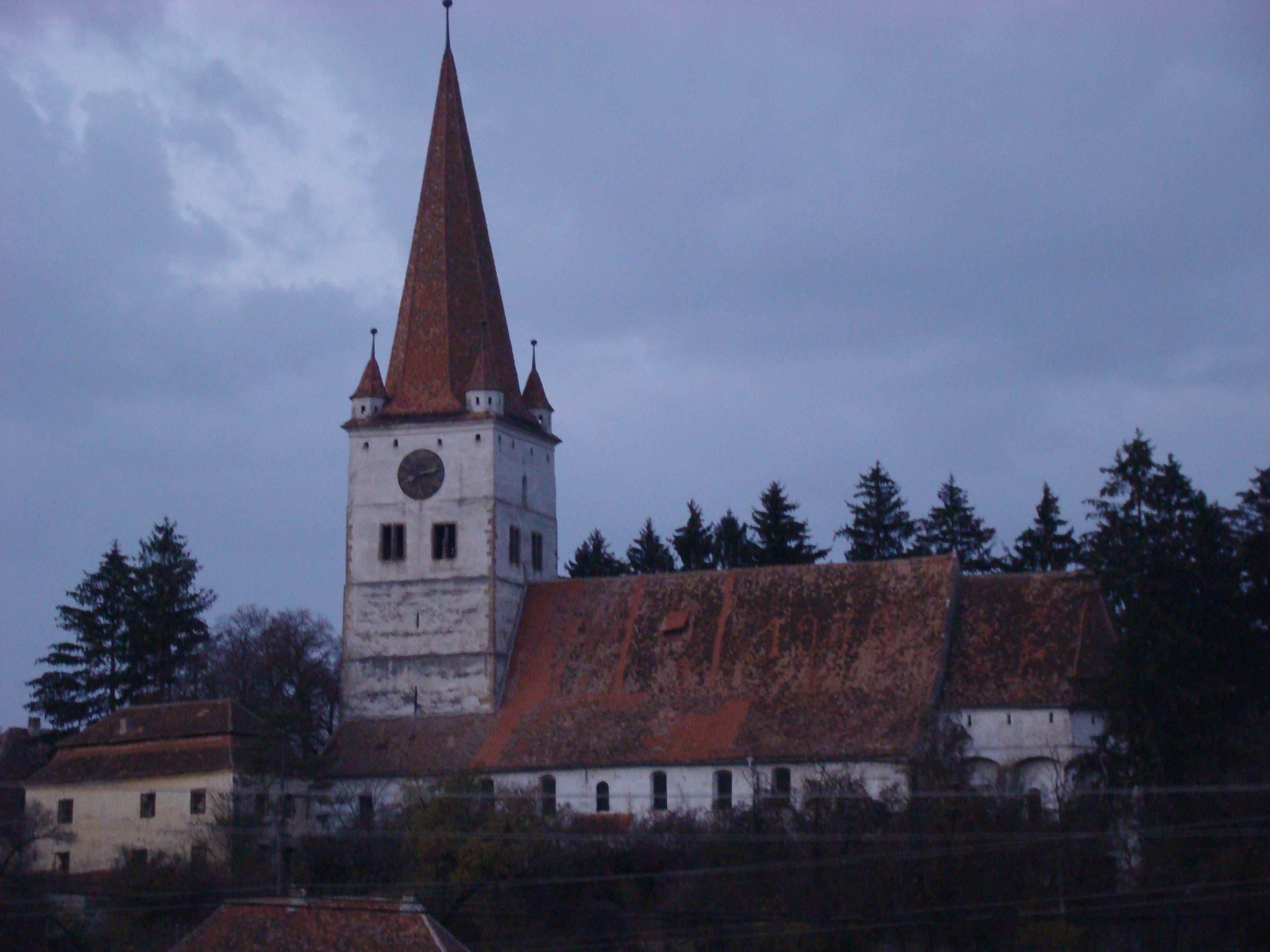
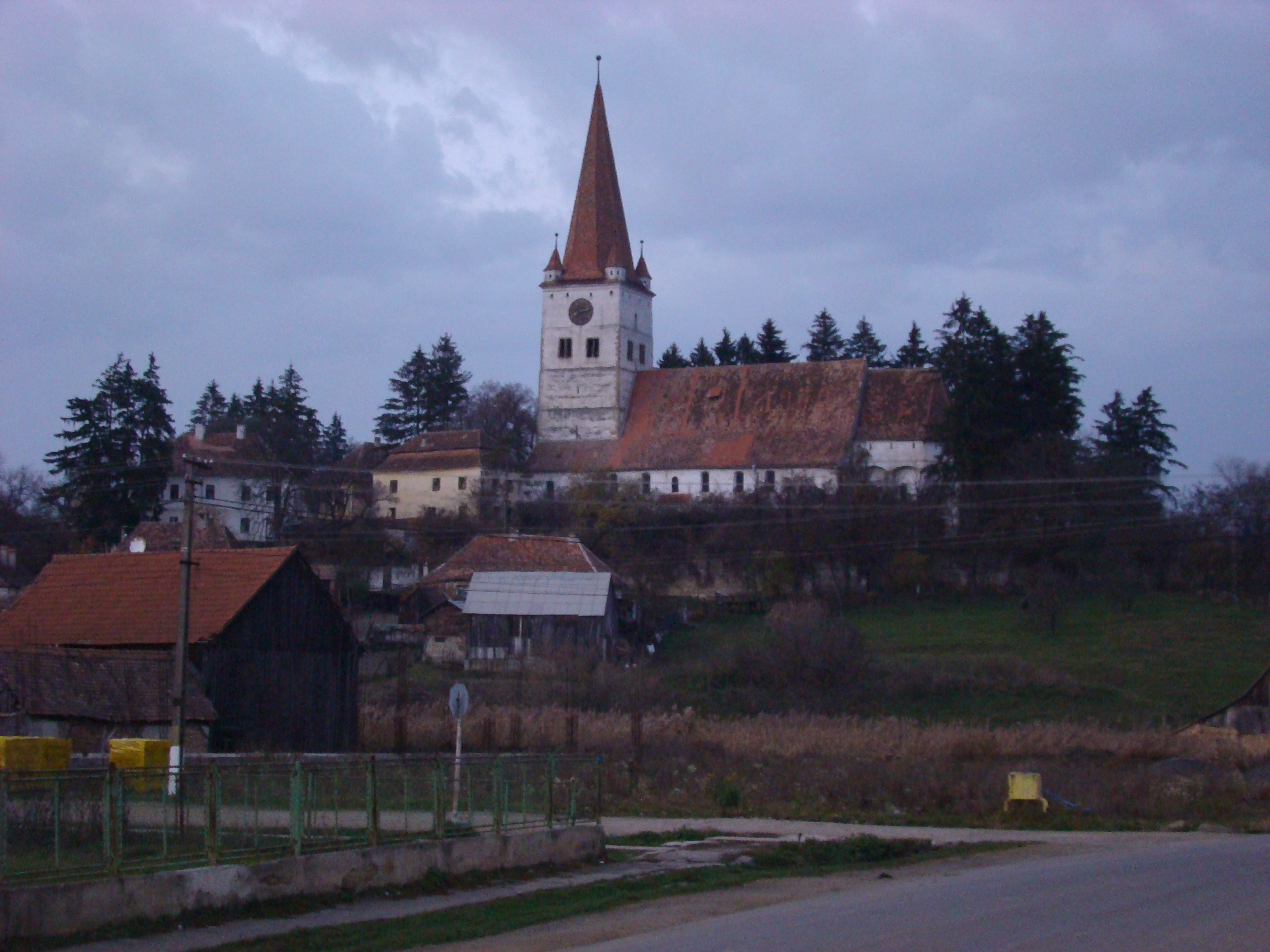
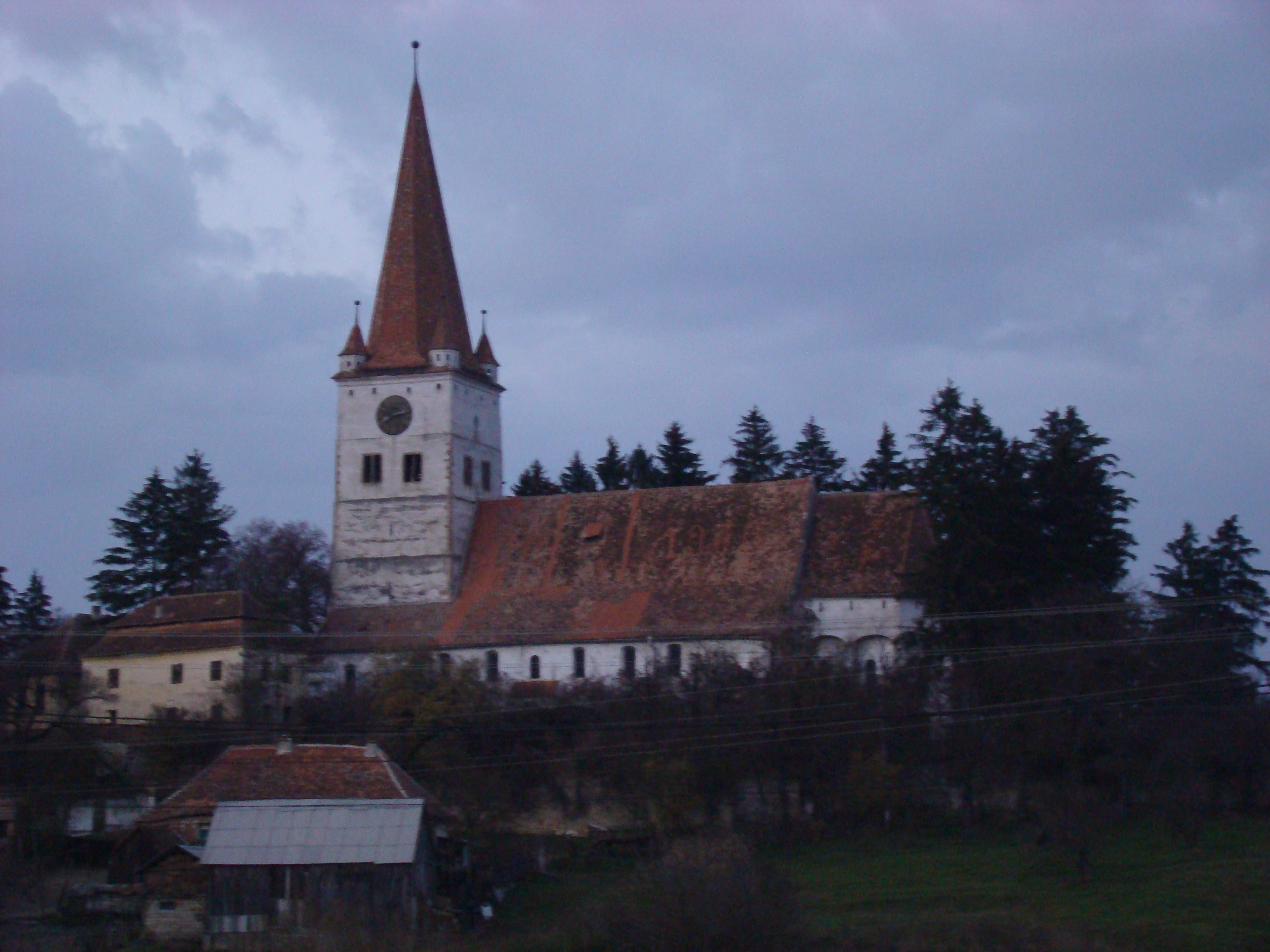
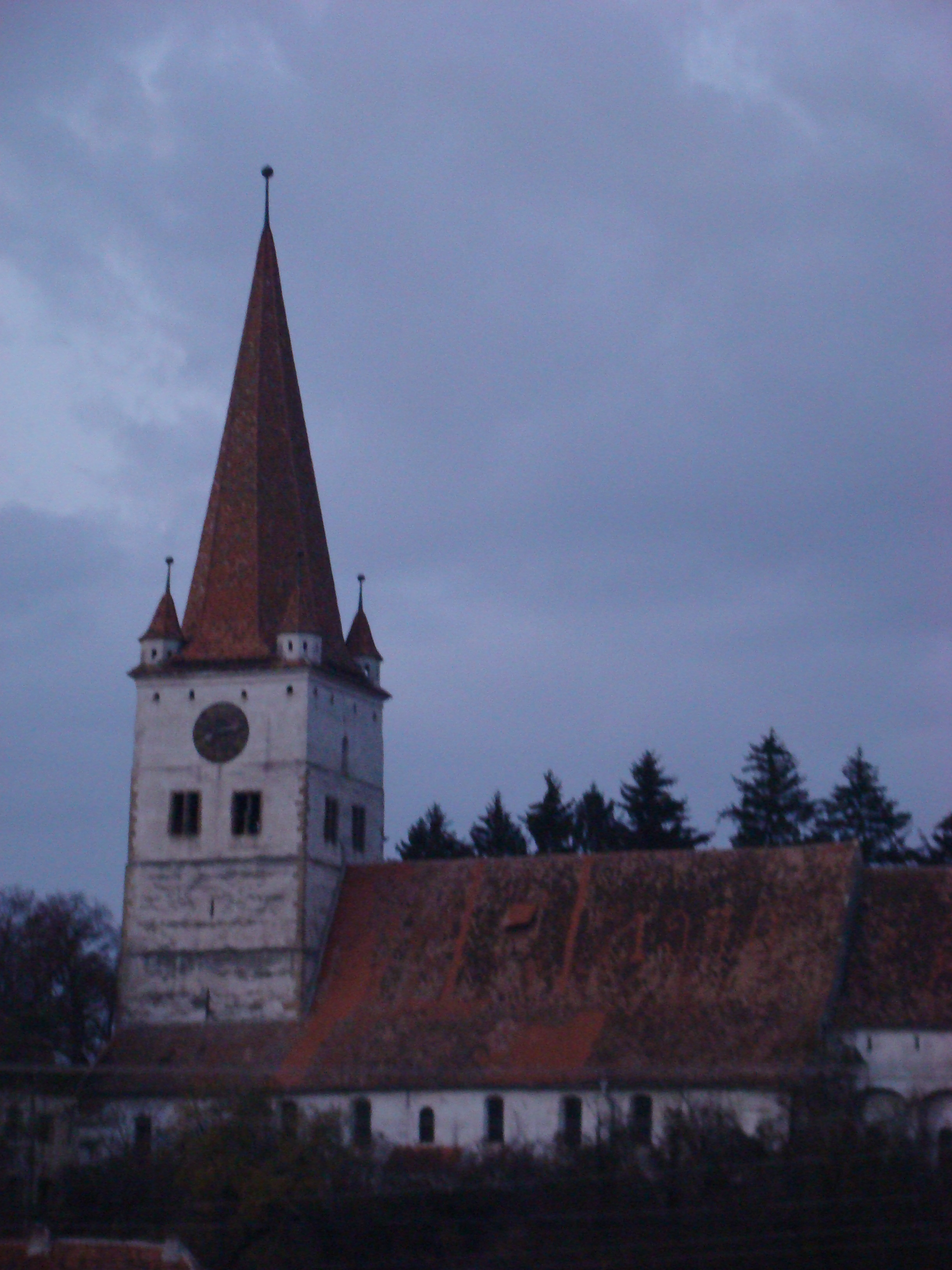
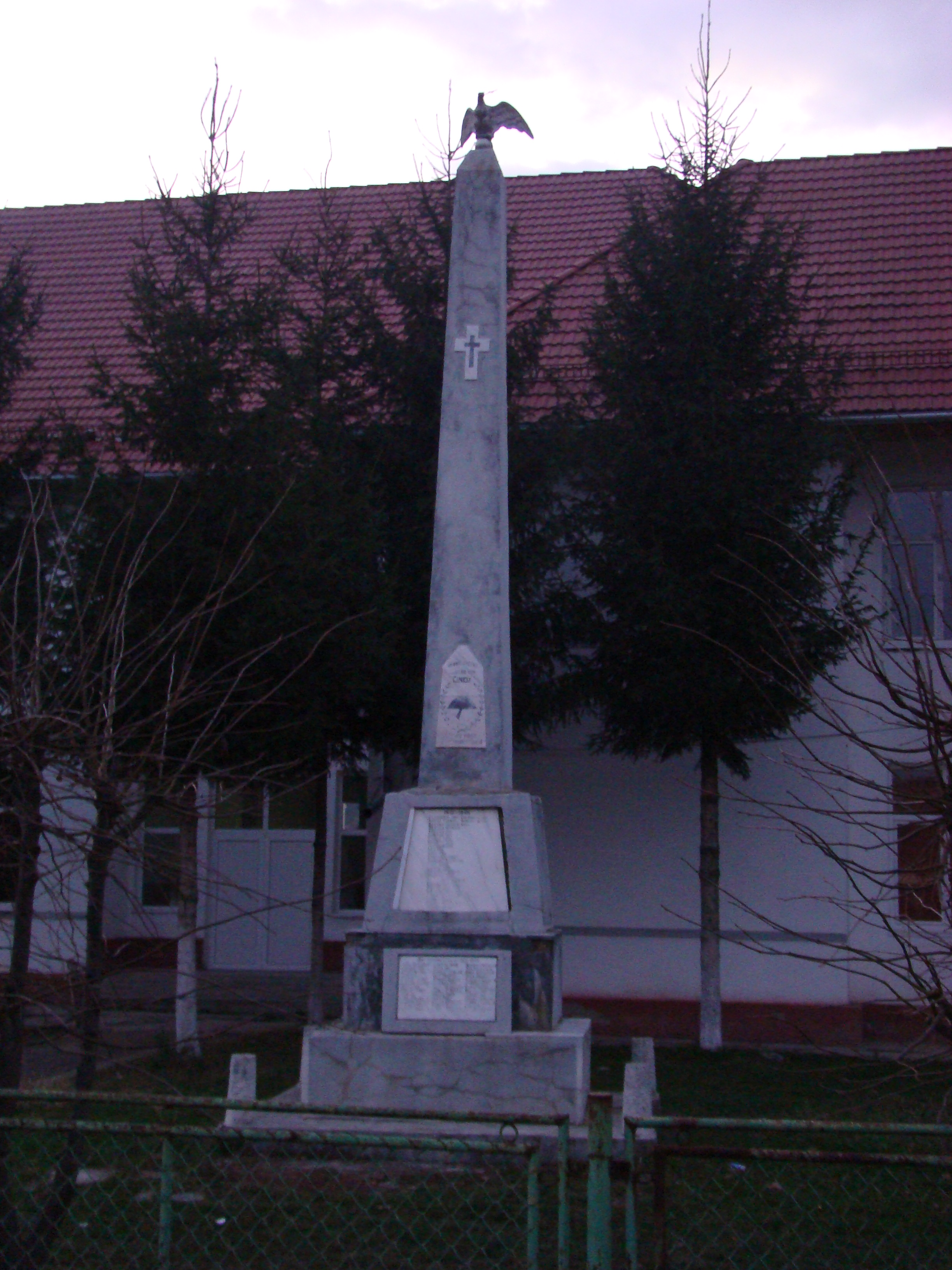
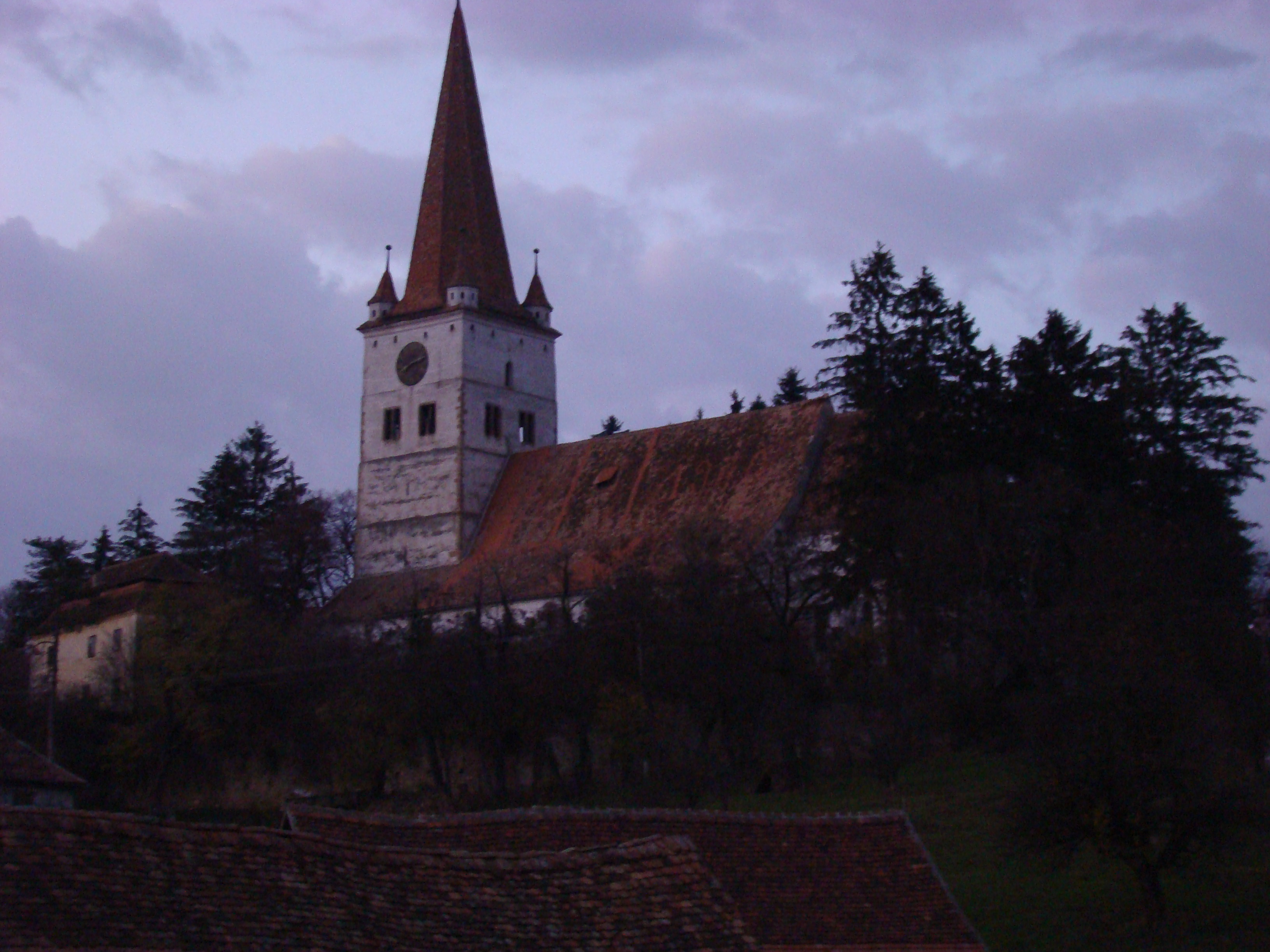
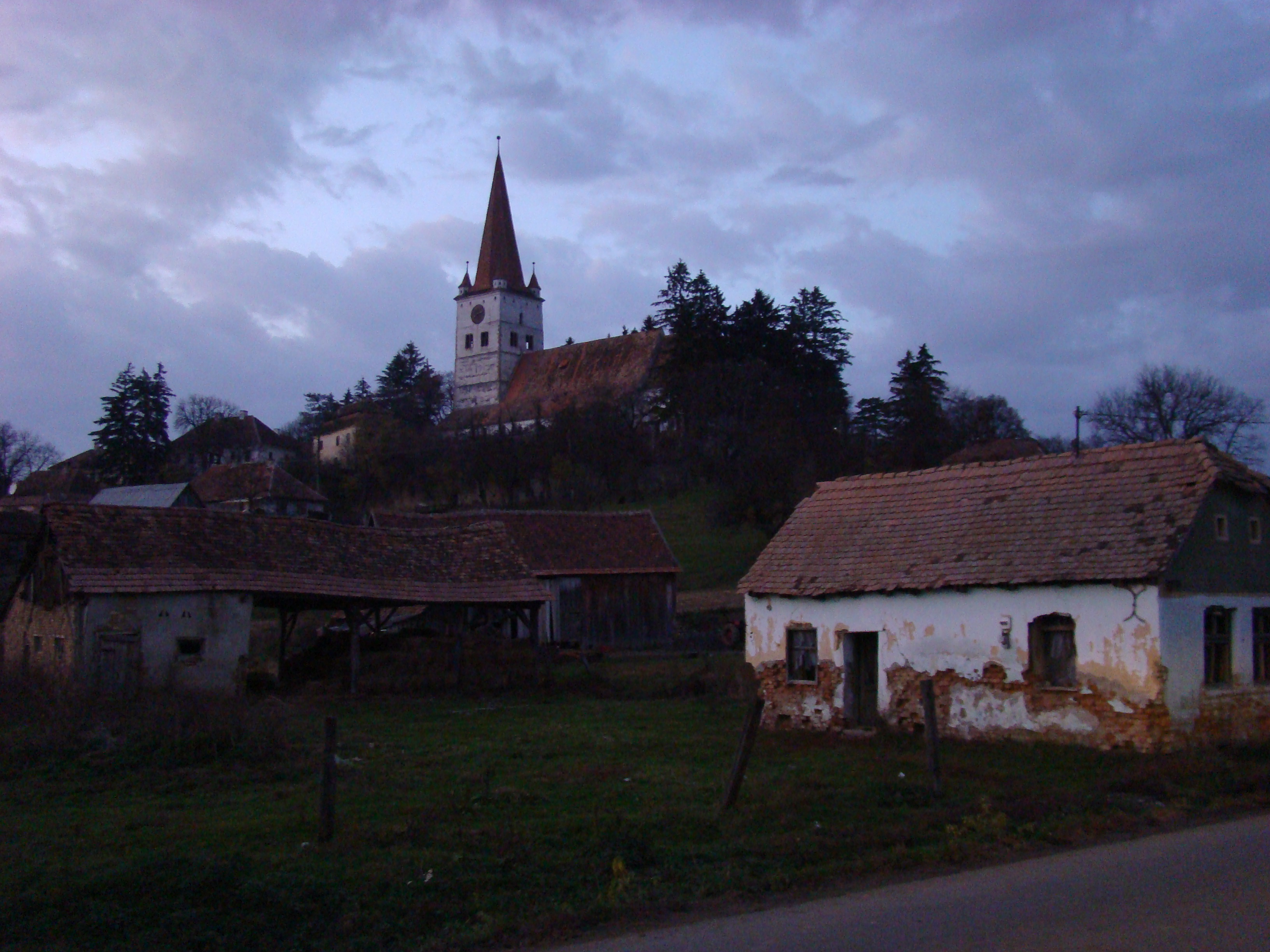
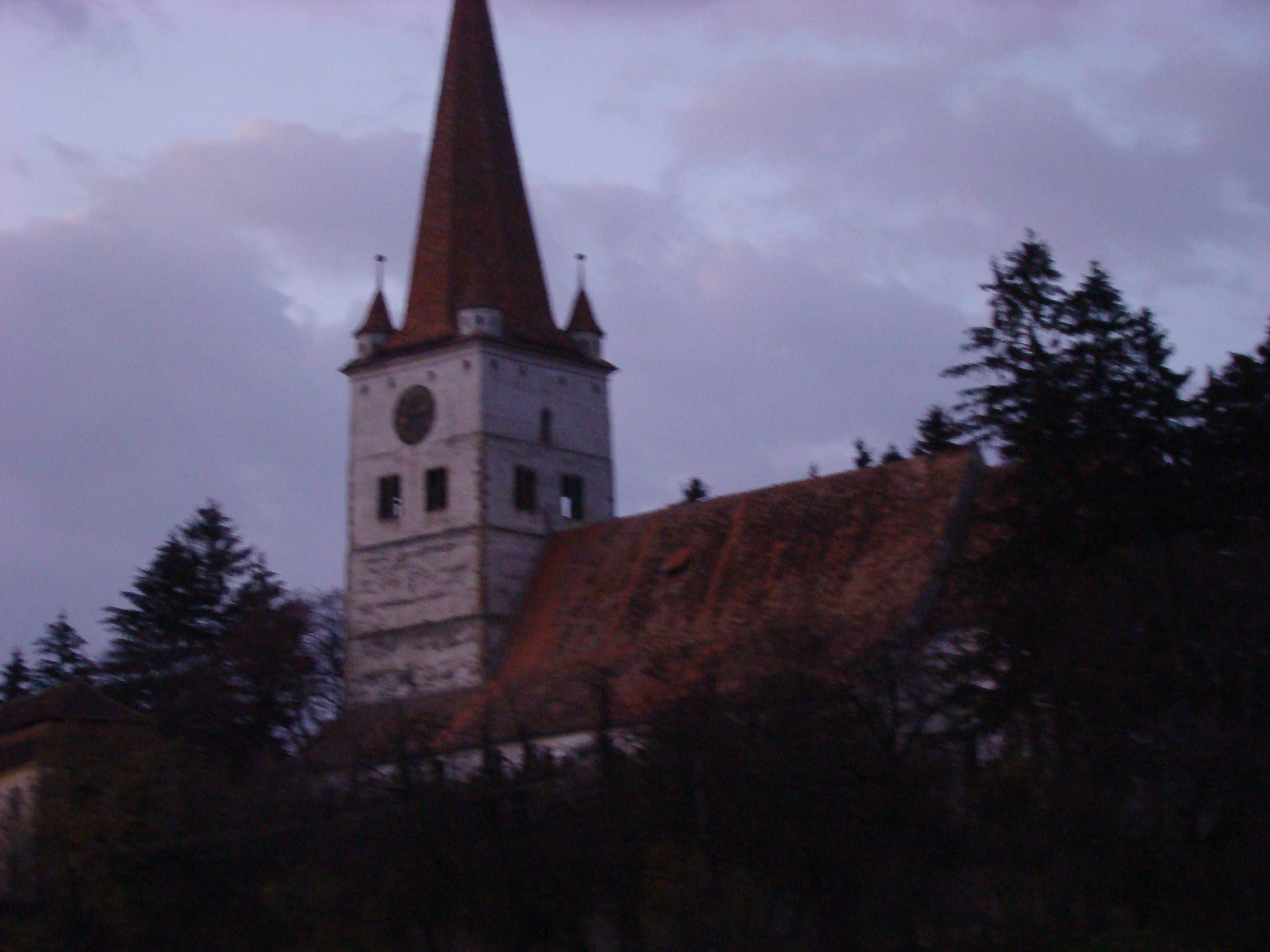